# Magnus Jernemyr
Magnus Jernemyr, né à Uppsala le 18 juin 1976, est un handballeur suédois évoluant au poste de défenseur et parfois de pivot. Après 5 saisons à FC Barcelone, il décide de rompre sa dernière année de contrat a priori pour raisons familiales, sa femme travaillant en Norvège.

## Palmarès

### En club
Compétitions internationales
- Vainqueur de la Ligue des champions
  - Vainqueur (1) : 2011
  - Finaliste en 2013
- Finaliste de la Coupe d'Europe des vainqueurs de coupe en 2003

Compétitions internationales
- Vainqueur du Championnat de Suède (7) : 1995, 1996, 1997, 1998, 2000, 2001 et 2003
- Vainqueur du Champion d'Espagne (3) : 2011, 2012 et 2013
- Vainqueur de la Coupe ASOBAL (3) : 2010, 2012 et 2013
- Vainqueur de la Coupe du Roi (2) : 2009 et 2010
- Vainqueur de la Supercoupe d'Espagne (3) : 2009, 2010 et 2012

### En sélection nationale
- Médaille d'argent aux Jeux olympiques 2012 de Londres,  Royaume-Uni

### Récompenses individuelles
- Meilleur défenseur du championnat d'Espagne (1) : 2012